# 자연 살해 T세포
자연 살해 T세포(Natural killer T cell, NKT)는 T세포와 자연 살해 세포의 특성을 공유하는 T세포 그룹이다. 이들 세포 중 다수는 자기 및 외부 지질과 당지질에 결합하는 항원 제시 분자인 비다형성 CD1d 분자를 인식한다. 말초 혈액 T세포의 약 1%를 구성한다. 자연 살해 T세포는 자연 살해 세포나 세포독성 T세포와는 다르므로 혼동되어서는 안된다.

## 명명법
NKT 세포라는 용어는 자연 살해 세포(NK) 관련 마커 NK1.1 (CD161)을 발현하는 T세포의 하위 집합을 정의하기 위해 쥐에서 처음 사용되었다. 이는 일반적으로 생쥐와 인간에 존재하는 CD1d 제한 T세포를 의미하며, 그 중 일부는 크게 편향된 반불변 T세포 수용체와 NK 세포 마커를 공동 발현하는 것으로 일반적으로 받아들여지고 있다.

## 분자적 특성
NKT 세포는 αβ T세포 수용체를 공동 발현하는 T세포의 하위 집합이지만 NK1.1과 같이 일반적으로 NK 세포와 관련된 다양한 분자 마커도 발현한다. 가장 잘 알려진 NKT 세포는 T세포 수용체의 다양성이 훨씬 더 제한적이라는 점에서 기존의 αβ T세포와 다르다. 그들과 다른 CD1d 제한 T 세포(유형 2 NKT)는 펩타이드가 아닌 항원 제시 분자의 CD1 계열의 구성원인 CD1d 분자에 의해 제시된 지질과 당지질을 인식한다. 이와 같이 NKT 세포는 결핵을 일으키는 미코박테륨과 같은 유기체로부터 당지질을 인식하는 데 중요하다.
NKT 세포는 NK1.1+ 및 NK1.1- 뿐만 아니라 CD4+, CD4-, CD8+, CD8- 세포를 모두 포함한다. 자연 살해 T세포는 CD16 및 CD56 발현 및 그랜자임 생산과 같은 다른 기능을 NK 세포와 공유할 수 있다.
불변 자연 살해 T세포(Invariant nutural killer T cell, iNKT)는 전사 조절인자 전골수구성 백혈병 아연 집게를 높은 수준으로 발현하고 이에 의존하여 발달한다.

## 분류
자연 살해 T세포를 세 그룹으로 분류하는 것이 제안되었다.
|                        | 유형 1 NKT                                             | 유형 2 NKT                  | NKT 유사                      |
| 다른 이름들            | Classic NKT iNKTVα14i NKT(쥐) Vα24i NKT(인간)          | Non-classic NKT Diverse NKT | NK1.1+ T세포 CD3+ CD56+ T세포 |
| MHC 제한               | CD1d                                                   | CD1d                        | MHC, 기타(?)                  |
| α-GalCer 반응          | +                                                      | -                           | -                             |
| T 세포 수용체 레퍼토리 | Vα14-Jα18 : Vβ8.2, 7, 2(마우스) Vα24-Jα18 : Vβ11(인간) | 다양함                      | 다양함                        |
| ---------------------- | ------------------------------------------------------ | --------------------------- | ----------------------------- |

## 불변 NKT 세포 (iNKT)
가장 잘 알려진 CD1d 종속 NKT 세포의 하위 집합은 불변 T 세포 수용체 (TCR) α 사슬을 발현한다. 이들은 유형 I 또는 불변 NKT 세포 (iNKT) 세포라고 한다. 그들은 위험 신호와 전염증성 사이토카인에 빠르게 반응하는 능력으로 유명하다. 일단 활성화되면 NK 트랜스 활성화, T세포 활성화 및 분화, B세포 활성화, 수지상 세포 활성화 및 교차 제시 활동, 대식세포 활성화와 같은 이펙터 기능에 관여한다.
iNKT 세포는 비다형성 주조직 적합성 복합체 클래스 I 유사 항원 제시 분자인 CD1d에 의해 제시된 지질 항원을 인식한다. 이 세포는 인간과 생쥐 사이에 보존된다. 고도로 보존된 TCR은 당지질 항원에 특이적인 인간의 Vb11과 쌍을 이루는 Va24-Ja18로 구성된다. iNKT 세포의 가장 잘 알려진 항원은 알파-갈락토실세라마이드(αGalCer)로, 이는 심해 해면 Agelas mauritianus에서 정제된 화학 물질의 합성 형태이다. iNKT 세포는 흉선에서 발달하여 주변으로 분포한다. 간에서 가장 흔하게 발견되지만 흉선, 비장, 말초 혈액, 골수 및 지방 조직에서도 발견된다. 쥐에 비해 인간은 iNKT 세포 수가 적고 순환하는 iNKT 세포의 양이 다양하다.
현재 5개의 주요 iNKT 셀 하위 집합이 있다. 이러한 부분 집합 세포는 일단 활성화되면 다른 사이토카인 세트를 생성한다. 하위 유형 iNKT1, iNKT2 및 iNKT17은 사이토카인 생산에서 보조 T세포 하위 집합을 반영한다. 또한 T 여포 헬퍼 유사 기능 및 IL-10 종속 조절 기능에 특화된 하위 유형이 있다. 일단 활성화된 iNKT 세포는 면역 반응의 유형과 강도에 영향을 미칠 수 있다. 그들은 수지상 세포, 호중구 및 림프구와 같은 다른 면역 세포와 혼선을 일으킨다. 활성화는 불변 TCR과의 교전으로 발생한다. 또한 iNKT 세포는 사이토카인 신호를 통해 간접적으로 활성화될 수 있다.
iNKT 세포의 수가 많지는 않지만 고유한 특성으로 인해 면역 체계가 발달하는 방식에 영향을 줄 수 있는 중요한 조절 세포가 된다. 이들은 자가 면역 질환, 천식 및 대사 증후군과 같은 만성 염증성 질환에서 역할을 하는 것으로 알려져 있다. 인간 자가 면역 질환에서는 말초 혈액에서 그 수가 감소한다. 이것이 질병의 원인인지 결과인지는 명확하지 않다. 초기 개발에서 미생물 노출이 없으면 마우스 모델에서 iNKT 세포와 면역 이환율이 증가했다.

## 기능
활성화 시 NKT 세포는 대량의 인터페론 감마, 인터루킨 4 및 과립구-대식세포 콜로니 자극 인자뿐만 아니라 여러 다른 사이토카인 및 케모카인 (예 : 인터루킨 2, 인터루킨 13, 인터루킨 17, 인터루킨 21, 종양 괴사 인자 알파)을 생산할 수 있다.
NKT 세포는 CD1d 발현 항원 제시 세포에 의해 제시되는 보호된 미생물 지질 제제를 인식한다. 이것은 NKT 세포가 감염에 맞서 싸우고 체액성 면역을 강화하는 경로 역할을 한다. NKT 세포는 미생물 방어 역할을 하는 B세포에 지원과 도움을 제공하고 B세포 백신을 표적으로 삼는 데 도움을 준다.

## 중요성
NKT 세포의 기능 장애 또는 결핍은 당뇨병과 같은 자가 면역 질환, 죽상경화증과 같은 자가 염증성 질환 및 암의 발달로 이어지는 것으로 나타났기 때문에 면역의 여러 측면에 필수적인 것으로 보인다. NKT 세포는 최근 인간 천식의 질병 진행에 연루되어 있다.
NKT 세포의 임상적 잠재력은 다양한 면역 반응을 촉진하거나 억제하는 사이토카인(예 : 인터루킨 2, 인터루킨 4, 인터페론 감마, 종양 괴사 인자 알파)의 신속한 방출에 있다.
NKT 세포를 사용한 대부분의 임상 시험은 사이토카인 유도 살해 세포 (CIK)로 수행되었다.

## 같이 보기
- 세포독성 T 세포